# 濃縮咖啡

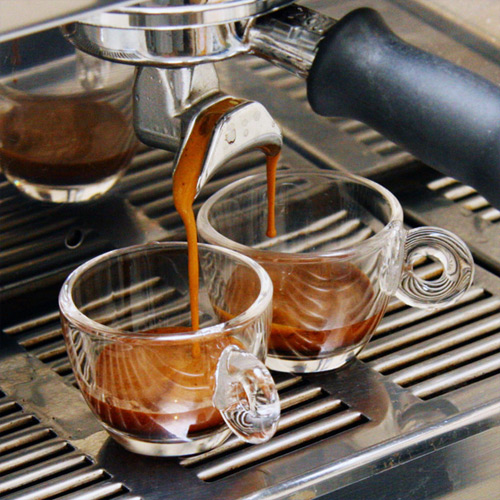
義大利咖啡（浓缩咖啡）的沖製過程，伴隨著產生深紅棕色或鵝黃色的泡沫，稱之為咖啡脂。

浓缩咖啡，也被称为義大利咖啡（義大利語：Espresso），是用高压热水快速萃取咖啡粉而得到的饮料。浓缩咖啡一般比其他方法制作出来的咖啡更加浓厚，含有更高浓度的懸浮固體和溶解固体，如表层的咖啡脂。因为其加压的制作过程，浓缩咖啡口味强烈，从咖啡粉中萃取的浓度高。经常用来做别的饮料的底料，如拿铁、卡布奇诺、玛琪朵、摩卡以及美式咖啡。也可以直接饮用。
濃縮咖啡每單位體積的咖啡因比大多數的咖啡飲品多，但由於份量要小得多，因此咖啡因的總含量少於一杯標準沖泡咖啡。任何咖啡飲品的實際咖啡因含量都會隨尺寸、豆類來源、烘焙方法以及其他因素而有所變化，但是典型的28克（1盎司）義式濃縮咖啡通常含65毫克咖啡因，而典型的滴漏咖啡通常含150－200毫克咖啡因。

## 流行
浓缩咖啡从1980年代开始在全球流行。在美国，咖啡厅提供各种类型的浓缩咖啡，还可以添加糖浆、生奶油、豆奶、以及香料。美国西北部太平洋沿岸地区被认为是这一趋势的发源地。随着各地的咖啡店开始提供此类饮料，以及廉价的家用厨房设备普及，浓缩咖啡开始流行到美国其他地方。在世界其他地方，浓缩咖啡也在餐馆、酒吧和咖啡店里面也成为了常见咖啡制作方法。

## 种类
除了单独饮用外，浓缩咖啡经常和其他饮料（特别是牛奶）混合饮用。可以是蒸咖啡（没有明显泡沫）、湿泡咖啡（微泡沫）和干泡咖啡，也可以与热水混合。
| 种类         | 含量        | 备注 |
| ------------ | ----------- | --- |
| 浓缩咖啡     | 25-30毫升   | 基本饮品。一份通常为25-30毫升。                                                                                |
| 高浓缩咖啡   | 20毫升      | 将咖啡浓缩至每份大约20毫升。                                                                                   |
| 玛奇朵       | 30-40毫升   | 玛奇朵在意大利语中意为“斑点”或“污点”。按照意大利传统做法，会在咖啡中加入一勺奶泡；按照现代的做法则会加在杯沿。 |
| 长咖啡       | 60毫升      | 浓缩咖啡与热水的比例为1:2。                                                                                    |
| 美式咖啡     | 150-180毫升 | 浓缩咖啡与热水的比例为1:5。                                                                                    |
| 长黑咖啡     | 150-180毫升 | 与美式咖啡类似，不过做法是将浓缩咖啡倒入热水中。                                                               |
| 卡布奇诺     | 150-180毫升 | 加入大量牛奶和奶泡。通常会加上咖啡拉花艺术。                                                                   |
| 拿铁咖啡     | 250-280毫升 | 将至少210毫升温度为58–70 °C的轻度搅拌的含泡沫牛奶倒入浓缩咖啡中。                                              |
| 拿铁玛琪雅朵 | 250毫升     | 将牛奶和奶泡倒入高脚杯中，半分钟后倒入一杯浓缩咖啡，形成三层彩色层。                                           |

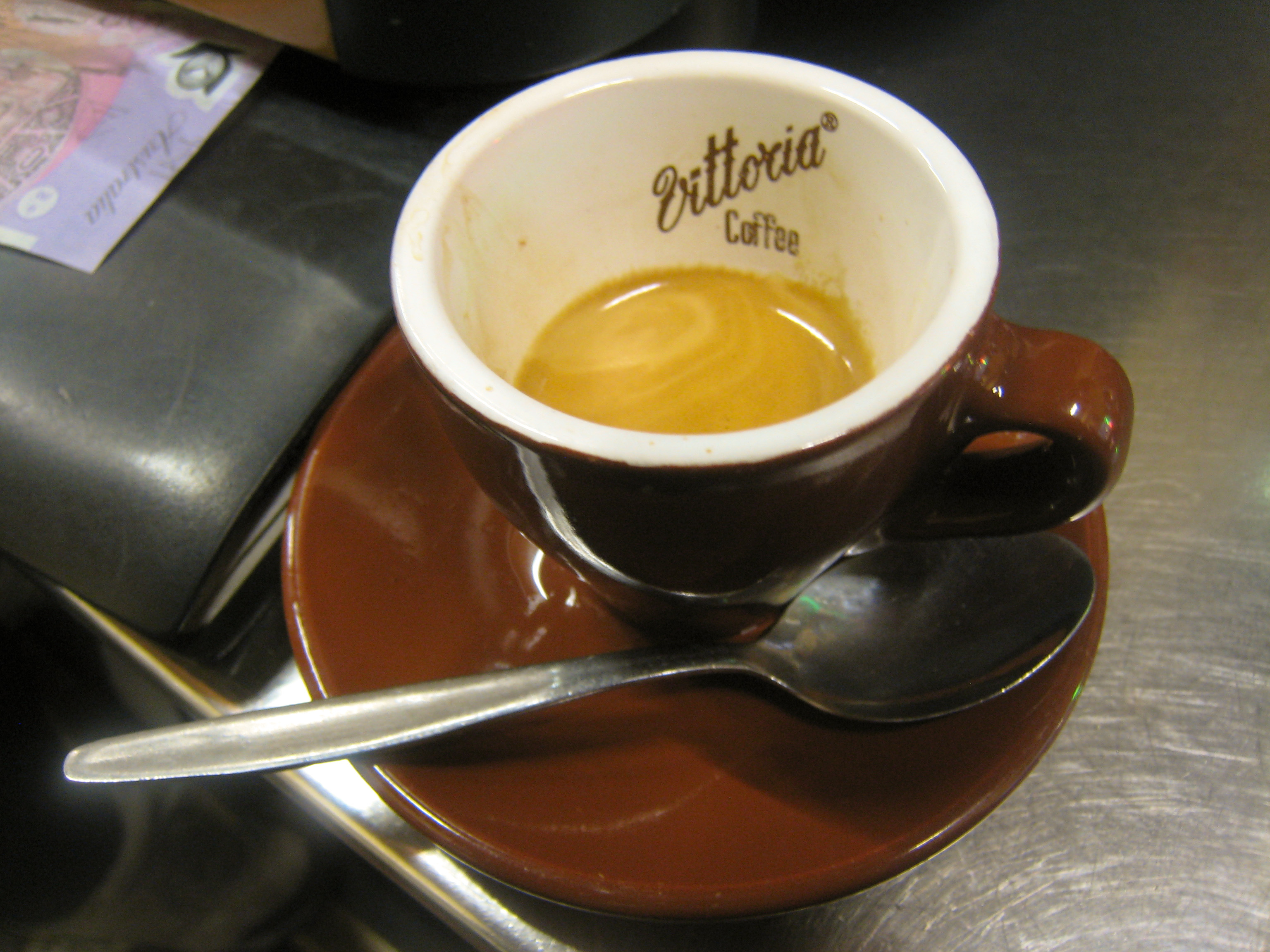
高浓缩咖啡
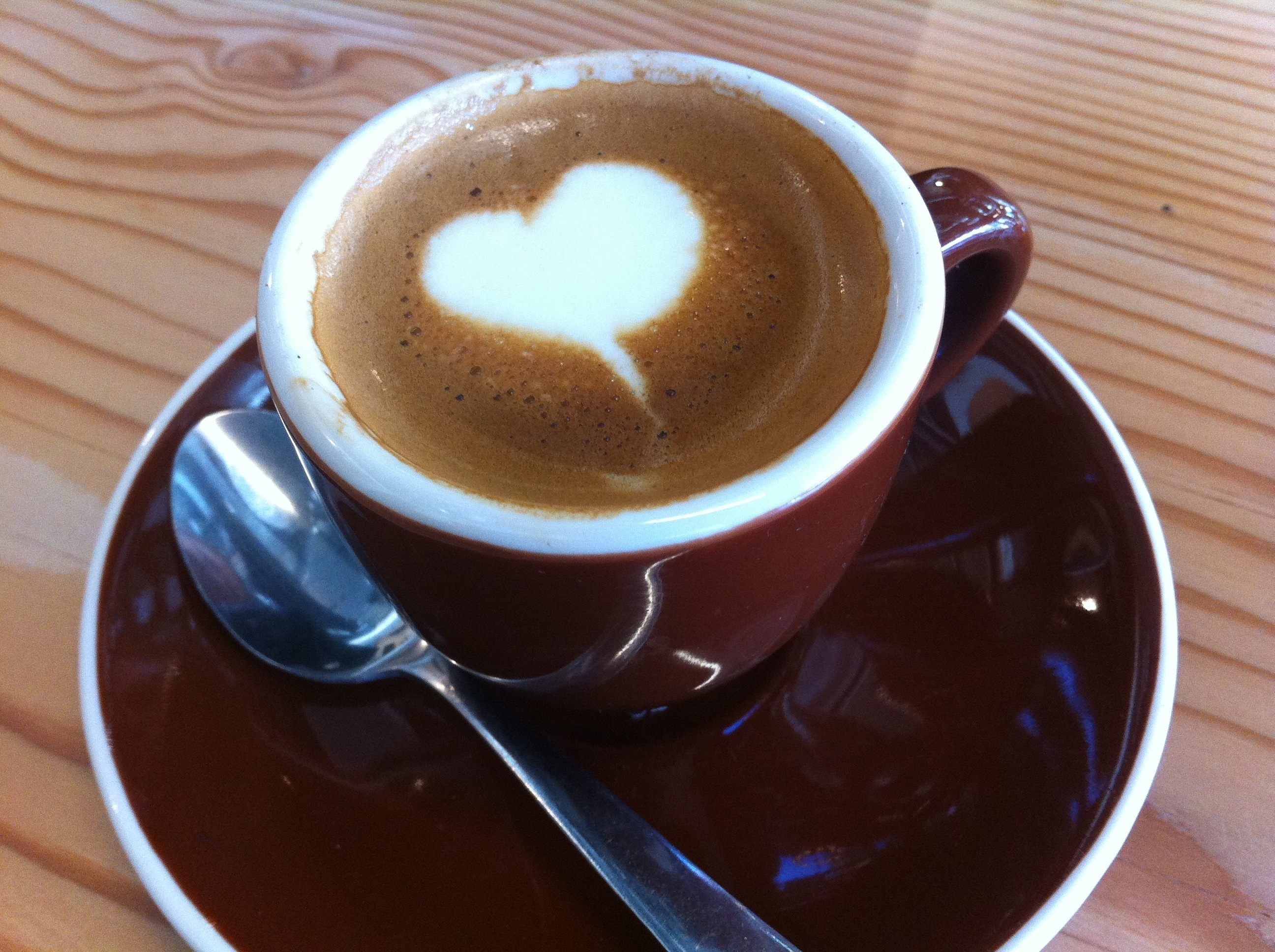
玛奇朵
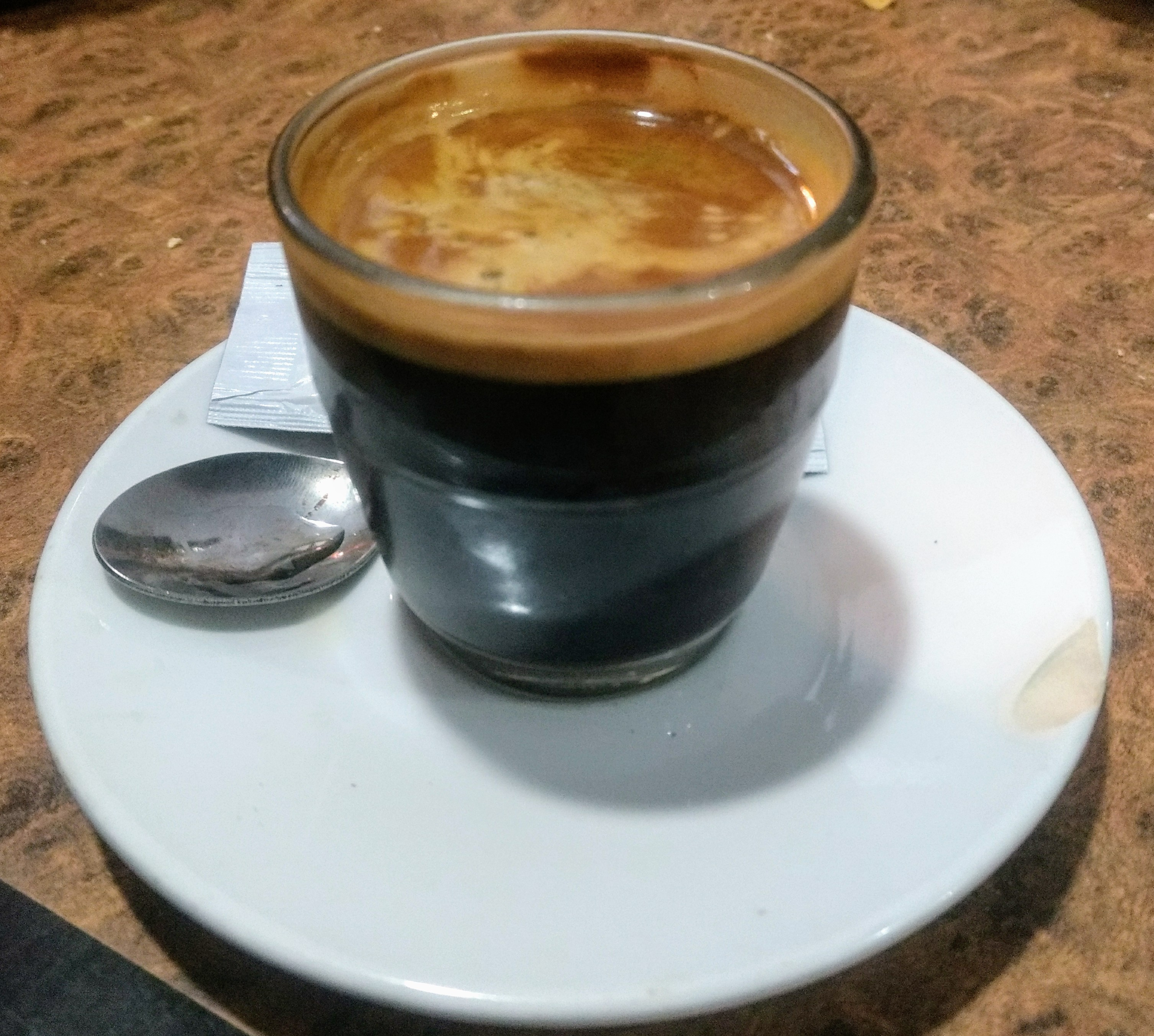
长咖啡
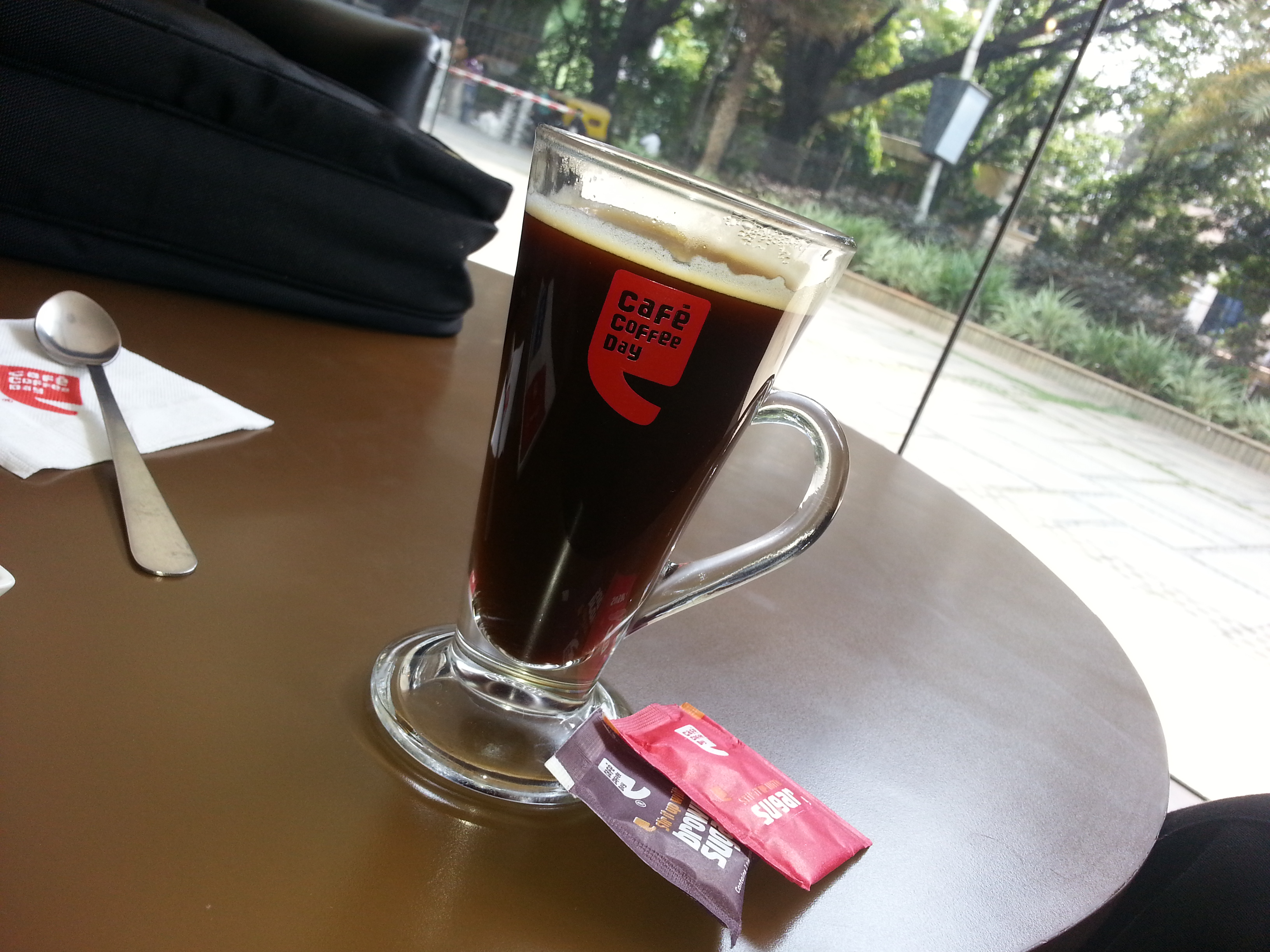
美式咖啡
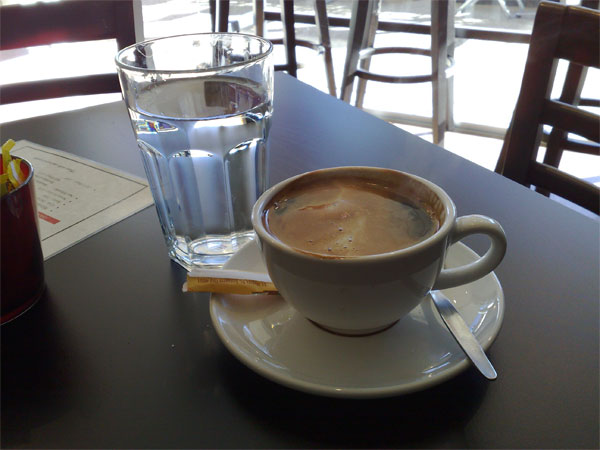
长黑咖啡
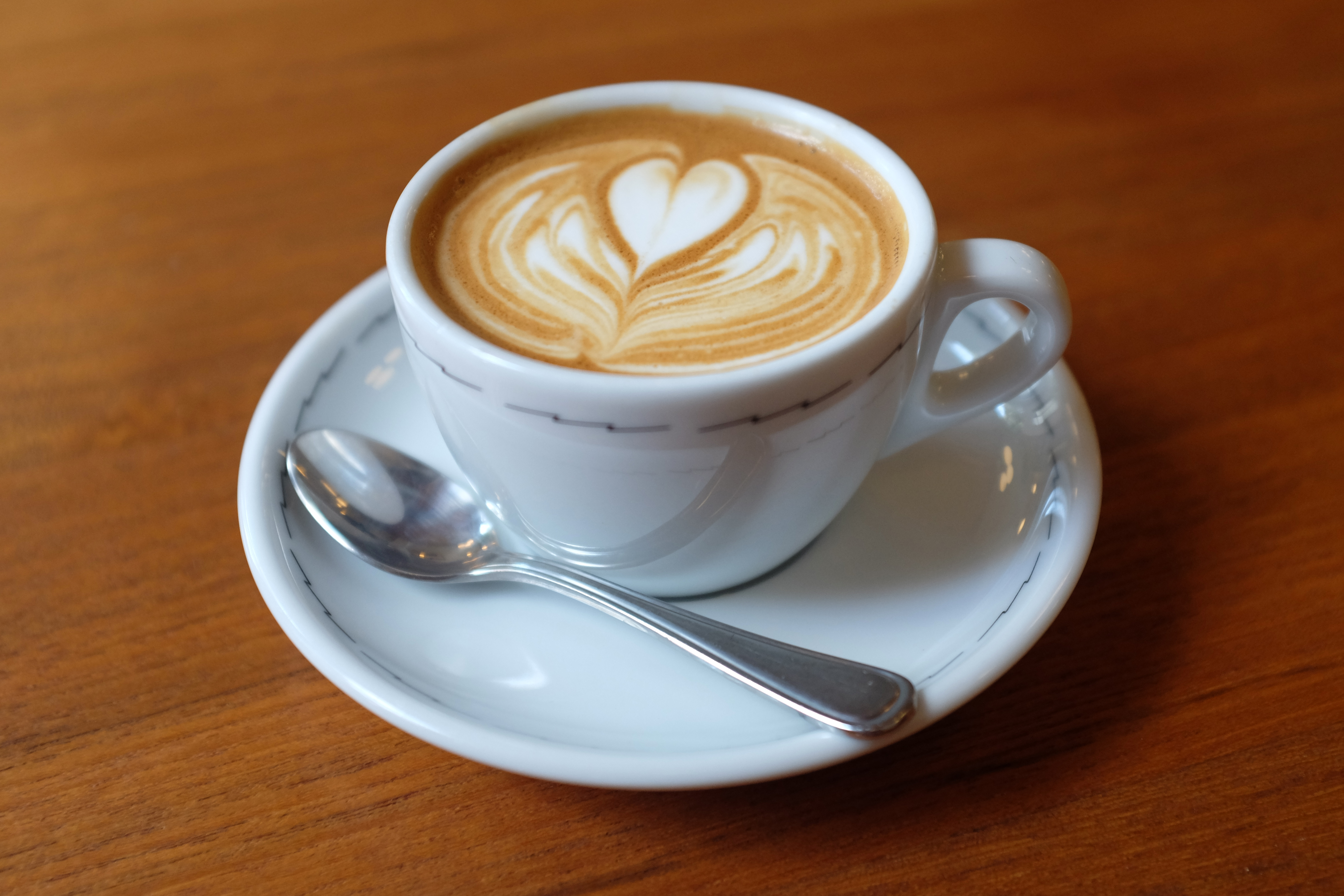
卡布奇诺
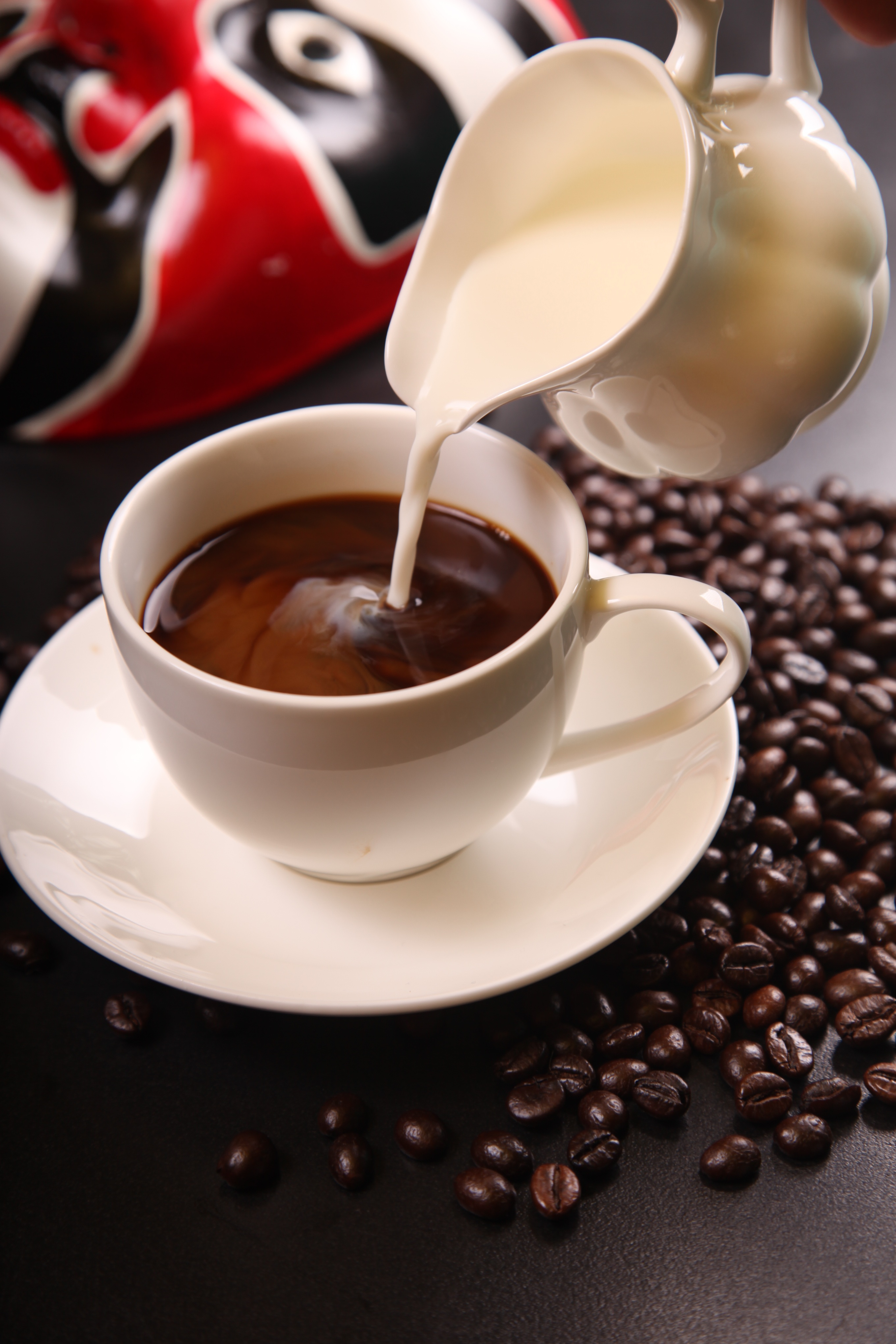
制作拿铁咖啡
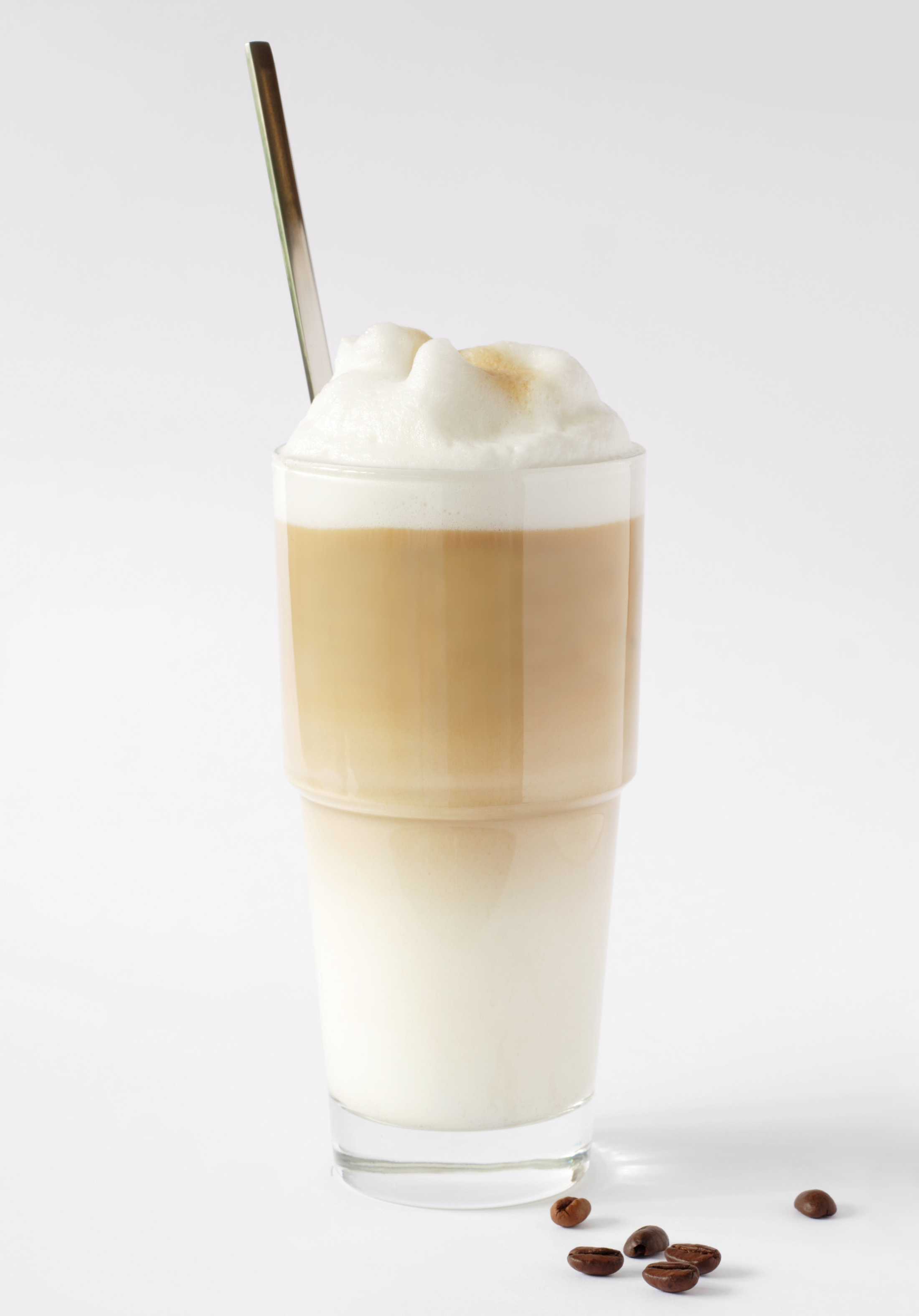
拿铁玛琪雅朵

## 制作

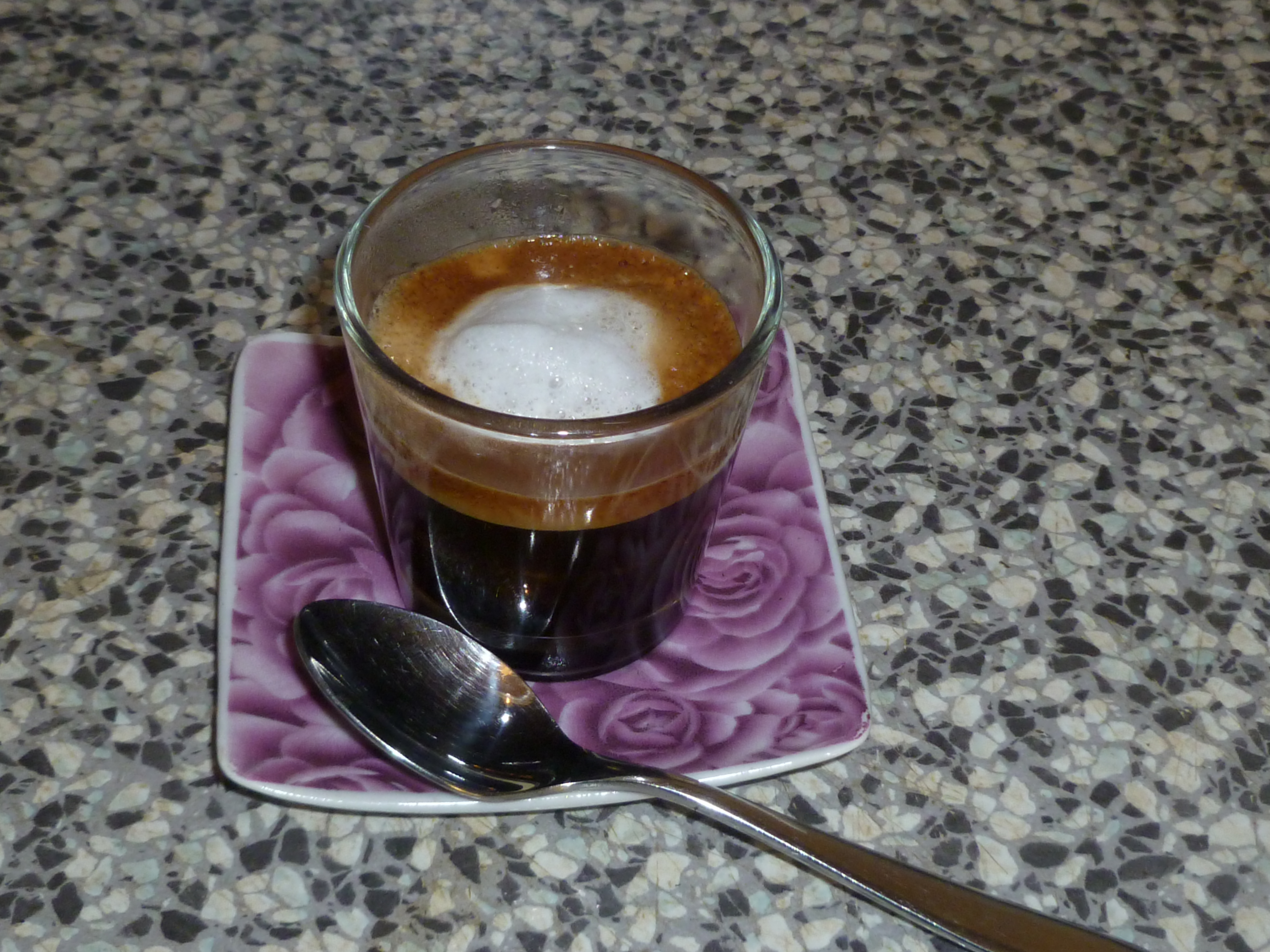
意大利咖啡

浓缩咖啡是通过高热、高压水强行通过極細研磨或是稍細研磨的咖啡粉制作而成。重點是細研磨的咖啡粉能够保证咖啡的成份迅速被大量萃取以及被高壓熱水均匀穿过。这个过程通过萃取咖啡中的固体和可溶解成分，生成了一种接近糖浆质地的饮料。咖啡脂是通过把咖啡粉中的油脂乳化为胶体产生，这在其它咖啡制作过程中不会发生。虽然有一些制造商试图对研磨咖啡粉的烘焙程度、粉重、萃取水温、萃取速度、甚至填壓的重量皆加以規範，但浓缩咖啡咖啡的制作过程没有统一的标准，使得其在各國每個地區的製作手法上有很大的不同。一般来说，濃縮咖啡是通过濃縮咖啡機来制作的。制作一份浓缩咖啡咖啡一般被称为“pulling a shot”，这种说法来自早期杠杆操作的浓缩咖啡咖啡机，因为它要求拉下弹簧活塞上的手柄，迫使热水高压通过咖啡粉。今天，一般浓缩咖啡咖啡机都是通过电动装置来产生压力。
意大利国家咖啡学院指定的制作认证的浓缩咖啡的技术参数如下：
| 成分                     | 参数                                |
| ------------------------ | ----------------------------------- |
| 咖啡粉重量               | 7 ± 0.5 g（0.25 ± 0.02 oz）         |
| 设备的热水温度           | 88 ± 2 °C（190 ± 4 °F）             |
| 萃取完成的咖啡溫度       | 67 ± 3 °C（153 ± 5 °F）             |
| 萃取壓力                 | 9 ± 1 bar（131 ± 15 psi）           |
| 渗滤时间                 | 25 秒 ± 5                           |
| 杯中咖啡体积（包含泡沫） | 25 ± 2.5 mL（0.85 ± 0.08 US fl oz） |

## 综合咖啡豆
浓缩咖啡是一种咖啡饮料及制作方法，而非一种特定的咖啡豆、咖啡豆混合方式或者烘焙程度。並非任何烘焙程度的任何品种的咖啡豆都可以用来制作正宗的義大利咖啡。義大利咖啡烘豆廠商在自家的綜合咖啡豆加入了許多不同產地風味的咖啡豆，而且豆種至少都有5種以上才能稱為綜合豆。義大利進口的咖啡豆在原產地、原烘焙廠就已經烘焙、後製處理完成，才包裝出口至全世界，保存期限為2～3年。
有些書籍或是坊間課程，常常稱義大利咖啡在意大利南部(簡稱南意)都是使用極深烘焙的咖啡豆来制作浓缩咖啡；或是稱義大利北部，流行烘成深烘焙咖啡豆(相對較淺)。
其實這些都是坊間對義大利咖啡以及義大利文化的誤解。義大利的咖啡豆並非烘焙至極深焙，反而烘焙程度大多都烘焙至中深焙程度。
一般來說，各地區的烘焙廠所推出的咖啡豆，各有各的風味，各家的綜合豆風味都不同，物種以及品種的比例也不同，無法一一描述哪一款綜合豆是北意風味或是哪一款豆是南意風味。
不過以義大利文化以及飲食習慣來說，南義大利、中義大利、東義大利地區的居民的確在口味上有所不同的偏好。所以咖啡豆的風味偏好也會有所不同。
在南義大利地區，咖啡豆烘焙程度也只有烘焙至中深焙，而且風味非常強烈，但仍保有焦糖可可的尾韻風味。最主要是南義大利的綜合豆加入較多優質且烘焙得宜的羅布斯塔種咖啡豆，添增醇厚滑順口感。
在北義大利地區，咖啡豆烘焙程度也與南意的咖啡豆烘焙程度相似，也是中深焙烘焙程度，並添加少量比例羅布斯塔種的咖啡豆。但風味卻與南意不同，帶有細緻的酸質口感以及酸甜平衡的味道，但在醇厚度(Body)相對於南意的咖啡豆，就沒有那麼濃郁，是典雅風格的浓缩咖啡。

## 单一产地的浓缩咖啡
单一产地的浓缩咖啡（SOE），是“Single Origin Espresso”的缩写，与拼配（综合）浓缩咖啡的萃取方式无异，重点在于使用的咖啡豆来自一个地区（庄园、处理厂、合作社等），更加注重对单一咖啡豆风味的探求。但需要提出的是SOE并不一定比拼配咖啡味道更好，更不等同于单品咖啡。

## 历史
安傑洛·莫里安多于1884年在意大利都灵申请了“蒸汽操作的快速制作咖啡饮料的设备”专利（No. 33/256）。作家 Ian Bersten 在他关于咖啡机历史的书籍中第一次发现了 Moriondo 的专利。Bersten 把设备描述为“...几乎肯定是第一台能够独立控制蒸汽和热水通过咖啡的方式的意大利酒吧机器”，并把 Moriondo 称为“...肯定是最早的浓缩咖啡咖啡機的发明者之一，就算不是最早的”。与今天的浓缩咖啡機不同，这实际上是一种批量制作装置，而并非用于快速地为单个顾客制作咖啡。
十七年后，在1901年，米兰人Luigi Bezzera对浓缩咖啡咖啡机进行了一系列改进。他对其中一些改进申请了专利，其中第一项于1901年12月19日提交。其标题叫做“对用于快速准备咖啡饮料的机器的改进”（专利号 No. 153/94，61707，于1902年6月5日批准）。
在1905年，该专利被 Desiderio Pavoni 购买，他创建了“La Pavoni”公司，并开始在一个位于米兰的 Via Parini 街的小作坊工业化生产该机器（每天一台）。
在意大利，浓缩咖啡消费的崛起和城市化紧密相关，浓缩咖啡咖啡店（吧）提供了社交的场所。另外，咖啡价格也由地方政府控制，因为咖啡是站立着消费的，意在推进一种“站在咖啡店”的文化。
在英语国家，浓缩咖啡主要是以卡布奇诺的形式开始变得流行，因为在这些国家咖啡传统上是和牛奶一起饮用，泡沫的异国特色也吸引了很多消费者；在美国，浓缩咖啡主要以拿铁形式出现，其中也可以加入糖浆。拿铁据说是在1950年代由意大利裔美国人 Lino Meiorin 在加州伯克利的地中海咖啡馆发明的，作为一种长版的卡布奇诺，后来这在西雅图变得流行，最终被总部位于西雅图的星巴克在1980年代晚期和1990年代推广到全国乃至全世界。
在英国，浓缩咖啡在1950年代开始在年轻人中流行，他们觉得咖啡店比酒吧（pubs）更热情好客。
在德国，浓缩咖啡开始在意大利裔中流行，后来因意大利旅游业发展被其他人群所知，后来随意大利人发明的冰咖啡在德国流行。
在中东，浓缩咖啡也开始随着西方咖啡连锁店的开张变得流行。
最开始，意大利以外的浓缩咖啡咖啡吧只是在市场中为意大利族裔的工人阶层服务，这提供了一种亚文化/反文化的吸引力；直到今天，这还是能够在美国的意大利裔美国人社区中见到，比如波士顿的北头，纽约的小意大利，旧金山的北滩。作为一种1980年代（延续1970年代乃至1960年代的发展）发展起来的特种咖啡，它创造了一种原生的工艺咖啡文化，浓缩咖啡也随之被定位成了一种高档饮料。
今天，咖啡文化评论者们把大型连锁、中档市场的咖啡定位“第二波咖啡”，把高档市场的工艺咖啡定位为“第三波咖啡”。

### 咖啡厅和家庭制作
浓缩咖啡与煮制咖啡的主要不同，是浓缩咖啡和咖啡店紧密相关，因为它所需的特殊设备和制作技巧。所以，浓缩咖啡的消费成了一种社交体验。
家庭浓缩咖啡咖啡机随着大众对于浓缩咖啡兴趣的提升而开始流行起来。今天，你可以在厨房和家电用品商店、网上商店、百货商店里找到各种家用浓浓缩咖啡咖啡机。最早用于家庭的浓缩咖啡咖啡机是 Gaggia Gilda。很快，类似的机器就出现了，如 Faema Faemina、FE-AR La Peppina 以及 VAM Caravel，它们的形态和操作方式都如出一辙。这些机器直至今天仍然有小群体的忠实爱好者。在第一台如 Gaggia Baby 或者 Quickmill 810 之类的基于小型电泵的浓浓缩咖啡咖啡机出现以前，家用机并未被普遍接受。近年来，随着全自动的家用浓缩咖啡咖啡机以及基于咖啡粉荚（pod）的自动设备的出现，在家里消费的浓缩咖啡的数量开始提升。
家用浓缩咖啡咖啡制作的增长和家庭咖啡烘焙的增长并驾齐驱。一些业余爱好者同时自行烘焙咖啡豆和制作浓缩咖啡。

## 词源
单词“expresso”的来源颇有争议。一些英美词典将其说为“pressed-out”（压出的），“expresso”如同英文单词“express”，表达了“专门为你”和“快速”的含义，和浓缩咖啡的制作过程相关。
单词“express”、“expres” 以及 “espresso” 在英语、法语和意大利语里面都各有含义。第一种意思和“expressing”（表达），也就是把风味从通过蒸汽的压力从咖啡里挤出来的含义有关。第二种意思和速度相关，就像火车的快车。最后一层是和“expressly”（专门地）为某人做一件事情相关；最早的 1906 年的 Bezzera 和 Pavoni espresso咖啡机需要花45秒来制作一杯咖啡，一次一杯，专门为你。 
拼法“expresso”被认为基本是错误的，但另一些观点认为这是一种比较少用的变体。意大利语 “espresso”，把拉丁词根里面的 x 都替换成了 s；x不是意大利语标准字母表的一部分。意大利人一般就把它称作 “caffè” （咖啡），因为浓缩咖啡就是最普通的咖啡；在西班牙，“café expreso” 则是正式的称呼，“café solo” （solo 意即单独，不带牛奶）则是在咖啡吧里面点饮料时的通常说法。
由 佳吉亞 在1940年代领头發明的使用高压热水制作的现代浓浓缩咖啡咖啡，最初被称为“crema caffè”，也就是“奶油咖啡”。在旧的佳吉亞机器上仍然能够看到这种说法，它因为咖啡上层的咖啡油脂（crema，意即奶油）得名。这个术语今天已经不再使用，虽然“crema caffè”或者其变种“caffè crema”，“cafè crema”仍然可以偶尔在商标中见到。
虽然在一些美国词典中“expresso”被认为是主流用法，其被收录过程却充满争议，很多人提出 x 变种是错误的。在线牛津词典指出“‘expresso’这种拼法在发源地意大利并未被使用，严格说来是错误的，虽然很常用”。

## Shot 的可变因素
一份浓缩咖啡（一个 shot）里面主要可变因素是“份量（size）”和“长度（length）”。这个术语已经标准化了，但是具体数字变化很大。
每个咖啡店可能会有标准化的 shot（size 和 length），比如“triple ristretto”，在基于浓缩咖啡的饮料中（如拿铁），只有 shot 数量的变化，但是萃取过程没有变化——双倍和三倍 shot 之间的变化只需要改变过滤杯的尺寸，但是在“ristretto”，“normale”和“lungo”之间的变化则需要改变咖啡研磨，这在繁忙的咖啡店里面很难实现，因为咖啡研磨机的精确调校是稳定高质地制作浓缩咖啡的关键。

### 份量（size）
浓缩咖啡的份量可以是单倍（single），双倍（double）和三倍（triple），大概对应25、50、和75毫升的标准 （normale）shot，并按比例使用研磨好的咖啡粉大概为7，14，和21克；同时也要使用对应份量的过滤杯。意大利语术语 doppio 经常用来表示双倍，solo 和 tripio 则较少用来表示单倍和三倍。单倍 shot 是传统的 shot 份量，也是原来的杠杆式机器能够 pull （拉）出来的最大的尺寸，而今天双倍则是标准 shot 尺寸。
单倍过滤杯与双倍过滤杯相比下方缩小很多，呈一个倒圆锥状，但是深度相同，以便能够对高压热水提供足够阻力。大部分的双倍过滤杯都只有微弱的缩口（“Faema” 型），其它的如 La Marzocco 则拥有垂直的杯壁。三倍过滤杯一般都有垂直的杯壁。
过滤杯把手（portafilter）一般都带有两个出水口，距离很近，且带有一个双倍过滤杯——咖啡可以通过每个出水口流入一个单独的杯子里，以便制作两份单倍咖啡（但是双倍浓度），或者接入一个杯子里（所以出水口距离要很近）。真正的单倍咖啡 shot 很少见，咖啡店里面的单倍 shot 一般都是 doppio（双倍）shot 的一半。
在基于浓缩咖啡的饮料中，特别是较大的基于牛奶的饮料中，带有三倍或四倍浓缩咖啡 shot 的饮料分别被称为 triple 或者 quad。

### 长度（length）
一个 shot 的长度（也就是强度）可以是 ristretto（缩减的），normale（标准的）或者是 lungo（长的）：这也可以是指使用同样数量的研磨咖啡和同等级别的萃取的体积较小或者较大的饮料，或者指不同长度的萃取时间。因为比例不同，咖啡脂（crema）的存在使得基于体积的比较非常困难（精确地比较需要依赖饮料的重量），但是一般都是用比例 1：1、1：2和1：3到4来指 ristretto，normale 和 lungo，对应于 30、60 和 90~120 毫升的双倍 shot。Ristretto 是这些术语里面最常用的，double 和 triple ristretto 通常和工艺咖啡联系在一起。
Ristrtto、normale、以及 lungo 也可能并不是指在不同时间结束萃取的同样的 shot——这样可能造成萃取不足（时间太短）或者萃取过度（时间太长）。取而代之的是调整咖啡研磨的精细程度（较细的用于 ristretto，较粗的用于 lungo），以便在合适的萃取结束的时候取得合适的体积。
一个非常长的 shot 叫做 caffè crema，它比一个 lungo 还要长，体积一般在 120 ~ 240 毫升，使用较粗的咖啡粉用同样的方法制作。
在制作过程中添加热水能够制出较原口味清淡的咖啡，迫使更多的水通过咖啡粉能够在浓缩咖啡中增加其他风味，但是有些人不喜欢。
- Espresso and tonic

最常见的基于牛奶的浓缩咖啡饮料，按尺寸排序，包括：玛琪雅朵、卡布奇诺、平白咖啡（Flat white）、以及拿铁。浓缩咖啡和水混合则可以制作美式咖啡和长黑咖啡（long black）。其它饮料包括红眼咖啡（red eye）和拿铁玛琪雅朵咖啡。Cortado 和 Galão 则是用蒸汽加热的无泡沫牛奶制成的。
按照尺寸排序，有下列咖啡饮料：
- 传统玛琪雅朵：35-40 毫升，1 份（shot）浓缩咖啡 （30 毫升）配少量牛奶（一般蒸汽加热带有少量泡沫，以留下标志）；
- 现代玛琪雅朵：60 毫升或者 120 毫升，1 份或 2 份浓缩咖啡（30 或 60 毫升），1：1搭配牛奶；
- Cortado：60 毫升, 1 份浓缩咖啡（30毫升）搭配 1：1 的牛奶，少量泡沫；
- Piccolo 拿铁：90 毫升，1 份浓缩咖啡（30 毫升）搭配 1：2 的牛奶，少量泡沫；
- Galão：120 毫升，1 份浓缩咖啡（30 毫升）搭配 1：3 的牛奶，少量泡沫；
- 平白咖啡（Flat white）：150 毫升，1 份或 2 份浓缩咖啡（30 或 60 毫升）搭配 1：4 或者 2：3 的牛奶；
- 卡布奇诺：150–180 毫升，1 份或 2 份浓缩咖啡（30 或 60 毫升），带湿泡沫；
- 拿铁：240–600 毫升，2份以上的浓缩咖啡（60 毫升），搭配 1：3至1：9 的牛奶；

| 品名                   | 濃縮咖啡(30ml/oz) | 蒸奶(30ml/oz) | 奶泡(30ml/oz) |
| ---------------------- | ----------------- | ------------- | ------------- |
| 拿铁 240–600 ml        | 2-                | 3-9           | 3-9           |
| 卡布奇诺 150–180 ml    | 1-2               |               | 4             |
| 平白咖啡 150 ml        | 1-2               | 4-3           |               |
| Galão : 120 ml         | 1                 | 3             | ..            |
| Piccolo : 90 ml        | 1                 | 2             | ..            |
| Cortado : 60 ml        | 1                 | 1             | ..            |
| 玛琪雅朵咖啡: 35-40 ml | 1                 | 1/3           | ..            |
| 拿铁玛琪雅朵:60/120 ml | 1-2               | 1             | 0 - 1         |

下面的表格可以帮助形象地理解咖啡饮料的组合：
|            |      | 与之混合     | 与之混合           |
| 打泡牛奶   | 热水 |              |                    |
| ---------- | ---- | ------------ | ------------------ |
| 浓缩咖啡在 | 上层 | 拿铁玛琪雅朵 | 长黑（long black） |
| 浓缩咖啡在 | 下层 | 拿铁         | 美式咖啡           |

不同的咖啡师制作咖啡的过程有所不同。玛琪雅朵、卡布奇诺、平白咖啡和较小的拿铁咖啡和美式咖啡的制作过程中，浓缩咖啡都是直接流入咖啡杯中，然后再在上面加入牛奶和水。对于较大的饮料，其较高的杯子不能放入咖啡机出口下方，所以浓缩咖啡都先流入小杯子中，再倒入大的饮料杯中；为此可使用特殊的小咖啡杯（demitasse）或者专门的浓缩咖啡咖啡壶（也可称为小发泡壶）。小壶一般有 3 液体盎司容量，足够盛放大的 lungo 以下的所有浓缩咖啡，但是也有 5 盎司乃至 8 盎司的小壶。
浓缩咖啡咖啡壶一般专门用来制作多层的拿铁玛琪雅朵，因为它需要精确地控制咖啡倾倒。在其他饮料中则使用小浓缩咖啡咖啡杯，因为它们中的咖啡需要快速倒入，而非慢慢倾倒。

## 外部連結
- 20 Factors to make perfect 浓缩咖啡 （页面存档备份，存于）
- Home-Barista.com （页面存档备份，存于） - Resource for serious home 浓缩咖啡 fanatics.
- cremamagazine forumcommunity chat room for 浓缩咖啡 coffee-lovers, with emphasis on Asia-Pacific region
- TooMuchCoffee （页面存档备份，存于） - The European Coffee and 浓缩咖啡 Resource.
- Portafilter.net - Website and podcasts with news of interest to baristas and other 浓缩咖啡 enthusiasts.
- Coffee Forums （页面存档备份，存于） - A place for those seeking answers and where opinions are welcomed.
- 意式浓缩咖啡 （页面存档备份，存于） - 奈斯派索展现浓缩咖啡艺术。
- Sips of Coffee - Coffee Forums - Whether you're a coffee enthusiast or simply just enjoy a nice warm cup of coffee, everyone is welcomed.

### 引用
1. ↑  . Mr. Coffee. 24 October 2014  [21 June 2015]. （原始内容存档于2019-05-22）.
2. ↑  . （原始内容存档于24 November 2013）.
3. ↑  .   [2021-02-20]. （原始内容存档于2013-11-16）.
4. ↑  . （原始内容存档于22 November 2013）.
5. ↑  Kevin, Sinnott. . Beverly, Mass.: Quarry Books. 2010: 160. ISBN 9781592535637. OCLC 437298903.
6. ↑  . Leaf Bean Machine. 10 December 2022  [2025-06-06]. （原始内容存档于2025-06-06）.
7. ↑  .   [2020-05-13]. （原始内容存档于2020-06-26）.
8. ↑  Bersten, p. 99
9. ↑  . Dictionary.com.   [2025-06-06]. （原始内容存档于2025-06-06） （英语）.

### 書目
- Bersten, Ian. . Helian Books. 1993. ISBN 0-646-09180-8.
- Burchfield, R. W.  third. Oxford: Oxford University Press. 1996. ISBN 978-0-19-869126-6.
- Garner, Bryan. . New York: Oxford University Press. 2000. ISBN 978-0-19-513508-4.
- Morris, Jonathan, , Academia.org (University of Hertfordshire), 2007  [2017-09-14], （原始内容存档于2017-12-28）

## 延伸閱讀
- Dean, Adam. . Whole Latte Love. May 23, 2006. （原始内容存档于2012-12-27）.
- Fumagalli, Ambrogio. . Chronicle Books. 1995. ISBN 0-8118-1082-8.
- Illy, Andrea; Viani, Rinantonio. . Academic Press. ISBN 0-12-370371-9.
- Illy, Francesco; Illy, Riccardo. . Milano: Abbeville Press. 1989. ISBN 1-55859-321-7.
- Schomer, David C. Espresso Coffee: Professional Techniques. 1996.

## 外部連接
维基共享资源上的相關多媒體資源：濃縮咖啡